# Camillina kaibos
Camillina kaibos är en spindelart som beskrevs av Norman I. Platnick och John A. Murphy 1987. Camillina kaibos ingår i släktet Camillina och familjen plattbuksspindlar.
Artens utbredningsområde är Elfenbenskusten till Kenya. Inga underarter finns listade.